# Johan Gielis
Johan Gielis (* 8. Juli 1962) ist ein belgischer Ingenieur, Wissenschaftler, Mathematiker und Unternehmer.

## Leben
Johan Gielis spezialisierte sich auf die Biotechnologie und beschäftigt sich insbesondere mit der mathematischen Modellierung von Pflanzen.
1997 veröffentlichte Gielis unter dem Einfluss der Arbeiten von Piet Hein und Gabriel Lamé die Superformel, eine Verallgemeinerung der Laméschen Kurve. Mittels der Superformel ist es möglich, Umrisse unterschiedlicher Symmetrie einheitlich zu beschreiben.
{\displaystyle {\frac {1}{r}}={\sqrt[{n_{1}}]{\,\left|{\frac {1}{a}}\cos \left({\frac {m}{4}}\phi \right)\right|^{n_{2}}+\left|{\frac {1}{b}}\sin \left({\frac {m}{4}}\phi \right)\right|^{n_{3}}}}}
r: Abstand vom Mittelpunkt

Φ: Winkel zur x-Achse

m: Symmetrie

n1, n2, n3: Form

a, b: Ausdehnung (Halbachsen)

1999 gründete Johan Gielis das Unternehmen Geniaal, um seine Ideen für die Lehre sowie für wissenschaftliche und technologische Anwendungen weiterzuentwickeln und zu vermarkten. 2002 wurde Gielis zum Geschäftsführer des neu gegründeten Unternehmens Genicap. Dessen Schwerpunkt ist die technologische Nutzung der Superformel.
2003 verallgemeinerte Johan Gielis die Superformel auf die räumliche Gestalt von Körpern (Supershape).

## Werke
- Johan Gielis: Inventing the circle. The geometry of nature. - Antwerpen : Geniaal Press, 2003. ISBN 90-807756-1-4
- Johan Gielis: A generic geometric transformation that unifies a wide range of natural an abstract shapes. 2003. American Journal of Botany 90(3): 333–338.